# Emil Kraepelin
Emil Kraepelin (n. 15 februarie 1856 - d. 7 octombrie 1926) a fost psihiatru german, considerat fondatorul psihiatriei științifice moderne, primul psihiatru care a identificat oniomania, sindromul achizițiilor inutile.